# おれのサーキット
『おれのサーキット』は、山口博史による日本の漫画作品。『コミックボンボン』（講談社）で1982年9月号から1986年2月号まで連載されていた。
ポケットバイク（ポケバイ）によるレースをテーマとしたモータースポーツ漫画である。

## あらすじ
いじめられっ子の小学生、風巻翔太は、偶然通りかかったレース場で開催されていたポケバイレースを見て、その迫力に圧倒される。子供に混じってポケバイを走らせていた青年沖田拓郎（ノッポさん）にマシンを貸してもらい、実際にコースを走った翔太は、その魅力に取り付かれてしまう。
ノッポさんのコーチを受けつつ、ライバルとの戦いの中でレーサーとしての才能を開花していく翔太だったが、彼にとって最大の敵は、翔太がレーサーになることを頑なに拒む母親であった……

## 解説
児童向け漫画誌連載のレース漫画としては珍しく、リアリティを重視した内容なのが特徴といえる。
主人公である翔太はコーナリング中にプロテクターの膝パッドを路面にこすり付けてマシンの横滑りを止める「ニーブレーキ走法」という技を編み出すが、この技は変則的なラインを通ることで他のレーサーを抜くには有効だがタイム自体は基本どおりに走った方が速いという欠点があり、荒唐無稽な必殺技で敵を抜き去るレース漫画とは一線を画している。さらに、終盤でHONDAがポケバイの全国大会を開催し、会場となった西武球場が満員の観客で埋め尽くされるのだが、そのほとんどはHONDAがモータースポーツが市民権を得るために集めたサクラだと大会関係者がオフレコで発言するシーンもある。
さらに本作を現実的にしているのは、「レースをするには金がかかる上に周囲の理解が必要である」という点を全編を通じて描写していることである。翔太の母はバイクを危険視しており、息子がレーサーになることに一貫して反対し続ける。そのため、翔太が自分のマシンを手に入れる（買ってもらう）際には無理難題とも言える過酷な条件を出したほか、練習のための費用も出そうとはしなかった。息子を思う母親の愛情から来ている行為ではあるが、作中では翔太の最大の障壁という役回りであった。

## 主な登場人物
風巻 翔太
いじめられっ子だったが、偶然目にしたポケバイのレースをきっかけに、強くたくましく成長していく。
普段はおとなしく、温厚な性格だが、レースになると回りが何も目に入らない程の集中力を発揮。危険ともいえる奇抜なアイデアで、経験不足を補う走りを見せる。追い上げる際の勢いはすさまじいが、その反面一旦トップに立つとどう走っていいのかわからなくなるという「チーター」とも称される欠点をもつ。
必殺技はコーナーリング時に膝パッドでブレーキングする「ニーブレーキ走法」。膝パッドと前後のタイヤ三か所でブレーキを掛けるため制動力に優れるが、わずかなミスや膝パッドの限界を超えた際には大怪我となりかねない危険があり、作中でも翔太はかなりの大けがをしたため、膝パッドの上にガムテープを重ねて嵩増しするなどしている。
沖田 拓郎（ノッポさん）
世界のバイクメーカー、HONDAのメカマン。日本のモータースポーツ発展のため、日本中にポケバイブームを仕掛ける。ときには良き理解者、ときには鬼コーチとなって翔太を見守る。当初は加奈のサポートをすることが多かったが、彼が翔太に目を付けたのには、ある理由があった…
なお、物語中盤で海外出張中に、HONDAからポケバイを市販するエピソードがあり、連載当時、実際にHONDAに問い合わせがあった。
風巻 亜子
兄思いの妹。翔太のマネージャー的役割で、幼いながらレースの戦術などを学び、いろいろと協力する。ややブラコン気味。
翔太の母
とても厳しく、頑固。翔太がポケバイに乗ることに反対する。
門限・学校のテストの点数など、翔太にポケバイを買い与える代わりに過酷な条件を提示するが、それは一度のめり込むと止まらなくなる翔太の気性を危ぶんだ親心だった。目標を達成した翔太にはポケバイだけではなくヘルメットやレーシングスーツなどの安全装備を揃えさせている。
翔太の父
翔太の良き理解者であるが、妻には頭が上がらない。

### ライダー
雷門 加奈
男勝りのポケバイライダー。最初は翔太をライバル視し、策略によって陥れようとしたが、翔太のポケバイに賭ける純粋無垢な心に打たれ、改心・和解する。
幼少の頃よりノッポさん（拓郎）に好意を寄せていたが、改心後は翔太に思いを寄せるようになる。
氷室 了
ポケバイの日本チャンピオン。フリークラス（ノーマルクラスと違い、ポケバイの改造が認められている）のライダー。
レーサーだった亡き父の意思を継ぎ、父の栄光をすべての日本国民に知らしめる為にレースを続ける。父譲りの美しいライディングフォームを持つが、ラフで危険な走りも目立つ。
孤独で仲間を持たず、プライベートレーサーだった父と同じくピット作業もマシン整備も、すべて自分で行い、自身のすべてをレースに傾けて生きている。全国大会ではエンジン不調に悩む翔太のマシンを自らメンテする。
荘 春雄
フリークラスのライダー。国内ランキング4位。父がメカマンで、羽山やほかのライダーたちのマシンのセッティングもしているため、いつも威張っている。
翔太が「ニーブレーキ走法」をあみ出す以前より、同じ技を「パッドドリフト」の名で使いこなしている。
羽山 広
フリークラスのライダー。国内ランキング38位。一人称は「おいら」。翔太に、マシーンを愛しつつ速く走ることを説く。
安永 航二郎
フリークラスのライダー。国内ランキング3位。ほかのフリークラスのライダーと比べ、温厚な性格。
多くのコースで氷室を上回る記録を持つが、レースではなぜかいつも勝てないでいる。その理由は、翔太とのある共通点にあった。
名前の由来は、漫画家の安永航一郎。
大門 タケル
両親を亡くし、姉と力を合わせて生きている。姉が自分に黙ってビニール本モデルをしているほど貧しい為、ワークス（メーカーお抱えライダー）になることを目標としている。
やっとのことで手に入れた旧型マシンというハンデをテクニックで補い、翔太と互角の勝負をし、翔太のマシンはエンジンが「ハズレ」と見抜く（工業製品は一定の品質は維持しているが、それでも出来の良い物、悪い物がある）。
野口 和男
翔太の地元のサッカー部の先輩。ポケバイの腕は低いが、相手の動きを読む洞察力は抜群。
レースや学業など、あらゆる場面で翔太のピンチを手助けすることになる。

## 単行本
- 講談社よりコミックボンボンKCで全7巻が発売。
  1. 1983年5月発売 ISBN 4-06-100412-3
  2. 1983年9月発売 ISBN 4-06-100422-0
  3. 1984年2月発売 ISBN 4-06-100433-6
  4. 1984年8月発売 ISBN 4-06-100444-1
  5. 1985年2月発売 ISBN 4-06-100451-4
  6. 1985年8月発売 ISBN 4-06-100460-3
  7. 1986年3月発売 ISBN 4-06-100472-7
- 復刊ドットコムより復刻版が全3巻で発売。
  1. 上巻 2011年11月26日発売 ISBN 978-4-8354-4786-5
  2. 中巻 2012年1月30日発売 ISBN 978-4835447872
  3. 下巻 2012年3月30日発売 ISBN 978-4835447889